# Hulky
Hulky (også kendt som Jade, og She-Hulk), er det kvindelige modstykke til Hulk, da hun også er en grøn tegneseriefigur med overnaturlige kræfter. Da, Jennifer Walters, en kendt advokat i Los Angeles, California blev skudt af gangstere, blev hendes liv reddet af hendes mere kendte fætter Dr. Bruce Banner, der gav hende en blodtransfusion, hvilket resulterede i at Jennifer Walters selv blev transformeret til en superhelt. Hulky var det navn hun fik da bladet udkom fra forlaget Winters i 1983, men efter Interpresse overtog trykningen af Marvel blade i Danmark i 1984 gik man væk fra navnet Hulky, hun fik i stedet navnet Jade. Da danske Marvel blade begyndte at bruge de amerikanske navne fik hun også navnet She-Hulk.
Savage She-Hulk kom første gang i USA i 1980, bladet udkom 25 gange, disse 25 blade var hvad der lå til grund for de 11 Hulky blade der udkom i Danmark. Senere i USA blev hun medlem af Hævnerne/Alliancen (Avengers) og De Fantastiske 4 (Fantastic Four). I 1990 begyndte forfatteren og tegneren John Byrne at lave She-Hulk blade igen, denne gang under titlen Sensationel She-Hulk, dette blad udkom 60 gange. Efter serien lukkede gik der flere år uden She-Hulk blade, men i 2004 begyndte en ny She-Hulk serie af Dan Slott at udkomme, men serien lukkede igen efter 12 numre.
Bortset fra de 11 Hulky blade der udkom i Danmark i 1983 er ingen af de andre She-Hulk blade udkommet på dansk.
| Taleboble | Spire Denne tegneserieartikel er en spire som bør udbygges. Du er velkommen til at hjælpe Wikipedia ved at udvide den. |